# 薩斯奎漢納縣 (賓夕法尼亞州)
薩斯奎哈納縣（英語：Susquehanna County）是美国宾夕法尼亚州東北部的一個縣，北界纽约州，面積2,156平方公里。根據2020年美國人口普查，共有人口38,434人。縣治蒙特羅斯。該縣成立於1810年2月21日，縣名來自流經本縣的薩斯奎哈納河,该县是该州宾夕法尼亚州东北部地区的一部分，该地区包括卢泽恩县、拉克万纳县、门罗县、斯库尔基尔县、卡本县、派克县、布拉德福德县、韦恩县、萨斯奎哈纳县、怀俄明县和沙利文县。

## 历史
18世纪中叶，第一批非原住民定居者开始从费城和康涅狄格州迁入该地区。当时，该地区是卢泽恩县的一部分。随着越来越多的康涅狄格州居民迁入，冲突开始出现。康涅狄格州最初的土地拨款使其能够控制从现在的康涅狄格州到太平洋的北部和南部边界内的土地。他们的土地拨款与宾夕法尼亚州的土地拨款重叠，导致了1769-1799年的宾南米特-扬基战争。最终，康涅狄格州政府放弃了对该地区的主权。
1810年，萨斯奎哈纳县从卢泽恩县分离出来，1812年，蒙特罗斯成为县治。
南北战争结束后，煤矿开采活动开始增加。随后，因为铁路和公路修建到县内，更多的人可以来到这里，促进了当地经济的繁荣。该县一度有近50,000人，与邻近的县一样，煤炭开采及相关行业成为当地经济支柱，煤炭的繁荣为该县带来一个繁荣的时代。
大萧条来袭时，煤炭行业遭受重创。几个月内，煤炭行业陷入困境。二战期间，煤炭行业再次复苏，但只是短暂的一段时间。不久之后，该县的经济陷入困境。许多矿井关闭，铁路被拆除，经济形势恶化。失业率上升，人口下降。
1970年代的清洁空气法案导致宾夕法尼亚乃至整个美国东北部的煤炭行业衰退。由于矿井关闭或自动化采矿设备的广泛应用，工人失业率过高成为一个严重的问题，并导致当地治安欠佳，还因为消费能力下滑而导致商业搬离。另一个问题是该县所在的位置并不是交通要道，邻近的纽约市前往纽约州西北部的通道在更北的老伊利运河沿线，前往匹兹堡和芝加哥的线路则是南边的80号州际高速公路，萨斯奎汉纳县的地理环境（冬季恶劣的气候是主要问题）使其不受定居者青睐。2020年时该县人口已经下滑至3.8万，约是高峰时期的三分之二。

## 地理
根据美国人口普查局的数据，该县总面积为832平方英里（2,150平方公里），其中823平方英里（2,130平方公里）为陆地，8.7平方英里（23 平方公里或1.0%）为水域。
萨斯奎汉纳县多山，属于阿巴拉契亚山脉地区。县内东部山脉密集，西部山脉较小，更像丘陵。该县最高的山峰是Union Dale西侧的North Knob。大多数人居住在几个狭长的山谷中。这些山谷有维护良好的农田。
该县属夏暖湿润大陆性气候（Dfb），蒙特罗斯的月平均气温从 1 月份的21.2°F到7月份的67.7°F不等。

### 邻近县
- 纽约州布鲁姆县（北部）
- 韦恩县（东部）
- 拉克万纳县(东南部)
- 怀俄明县(西南)
- 布拉德福德县（西部）
- 纽约州泰奥加縣(西北部)

## 人口统计

### 2000年人口数据
根据2000年美国人口普查，该县共有42,238人、16,529户和11,785个家族。人口密度为每平方英里51人（每平方公里20人）。共有 21,829 个住房单元，平均密度为每平方英里26个单元（每平方公里10个）。该县的种族构成为98.54%白人、0.30%黑人或非裔美国人、0.15%美洲原住民、0.22%亚裔、0.01%太平洋岛民、0.17%其他种族，以及0.60%来自两个或多个种族。0.67%的人口是西班牙裔或任何种族的拉丁裔。 26%有英国血统，16.1%有德国血统，15.1%有爱尔兰血统，8.6%有意大利血统，7.7%有波兰血统。
共有16,529户，其中31.90% 有18岁以下儿童与其同住，57.70%为同居夫妇，8.60%为无丈夫的女性户主，28.70%为非家庭。所有家庭中有24.30%由个人组成，11.50%有65岁或以上的独居者。平均一户规模为2.53人，平均家庭规模为2.99人。
该县人口分布广泛，18岁以下人口占 25.50%，18至24岁人口占6.70%，25至44岁人口占27.10%，45至64岁人口占25.20%，65岁及以上人口占15.50%。平均年龄为40岁。每100名女性对应98.90名男性。每100名18岁及以上的女性对应95.80名男性。
| 调查年                                                      | 人口   | 备注 | %±     |
| ----------------------------------------------------------- | ------ | ---- | ------ |
| 1820                                                        | 9,960  |      | —      |
| 1830                                                        | 16,787 |      | 68.5%  |
| 1840                                                        | 21,195 |      | 26.3%  |
| 1850                                                        | 28,688 |      | 35.4%  |
| 1860                                                        | 36,267 |      | 26.4%  |
| 1870                                                        | 37,523 |      | 3.5%   |
| 1880                                                        | 40,354 |      | 7.5%   |
| 1890                                                        | 40,093 |      | −0.6%  |
| 1900                                                        | 40,043 |      | −0.1%  |
| 1910                                                        | 37,746 |      | −5.7%  |
| 1920                                                        | 34,763 |      | −7.9%  |
| 1930                                                        | 33,806 |      | −2.8%  |
| 1940                                                        | 33,893 |      | 0.3%   |
| 1950                                                        | 31,970 |      | −5.7%  |
| 1960                                                        | 33,137 |      | 3.7%   |
| 1970                                                        | 34,344 |      | 3.6%   |
| 1980                                                        | 37,876 |      | 10.3%  |
| 1990                                                        | 40,380 |      | 6.6%   |
| 2000                                                        | 42,238 |      | 4.6%   |
| 2010                                                        | 43,356 |      | 2.6%   |
| 2020                                                        | 38,434 |      | −11.4% |
| U.S. Decennial Census 1790-19601900-1990 1990-20002010-2017 |        |      |        |

### 2020年人口数据
| 种族                        | 人口   | 占比   |
| --------------------------- | ------ | ------ |
| 白人 (非西语裔)             | 35,799 | 93.14% |
| 黑人或非裔美国人 (非西语裔) | 138    | 0.36%  |
| 美洲原住民 (非西语裔)       | 59     | 0.15%  |
| 亚裔 (非西语裔)             | 135    | 0.35%  |
| 太平洋岛原住民 (非西语裔)   | 0      | 0%     |
| 其他/混血 (非西语裔)        | 1,456  | 3.8%   |
| 西班牙裔或拉丁裔            | 847    | 2.2%   |

## 政治
截至2023年1月9日，萨斯奎哈纳县共有27,049名登记选民。
- 共和党：16,538（61.1％）
- 民主党：6,856（25.4％）
- 独立人士：2,385（8.8％）
- 第三方：1,270（4.7%）

## 经济
该县的经济主要由零售业、医疗保健业、公立学校就业、小型企业和政府官员组成。

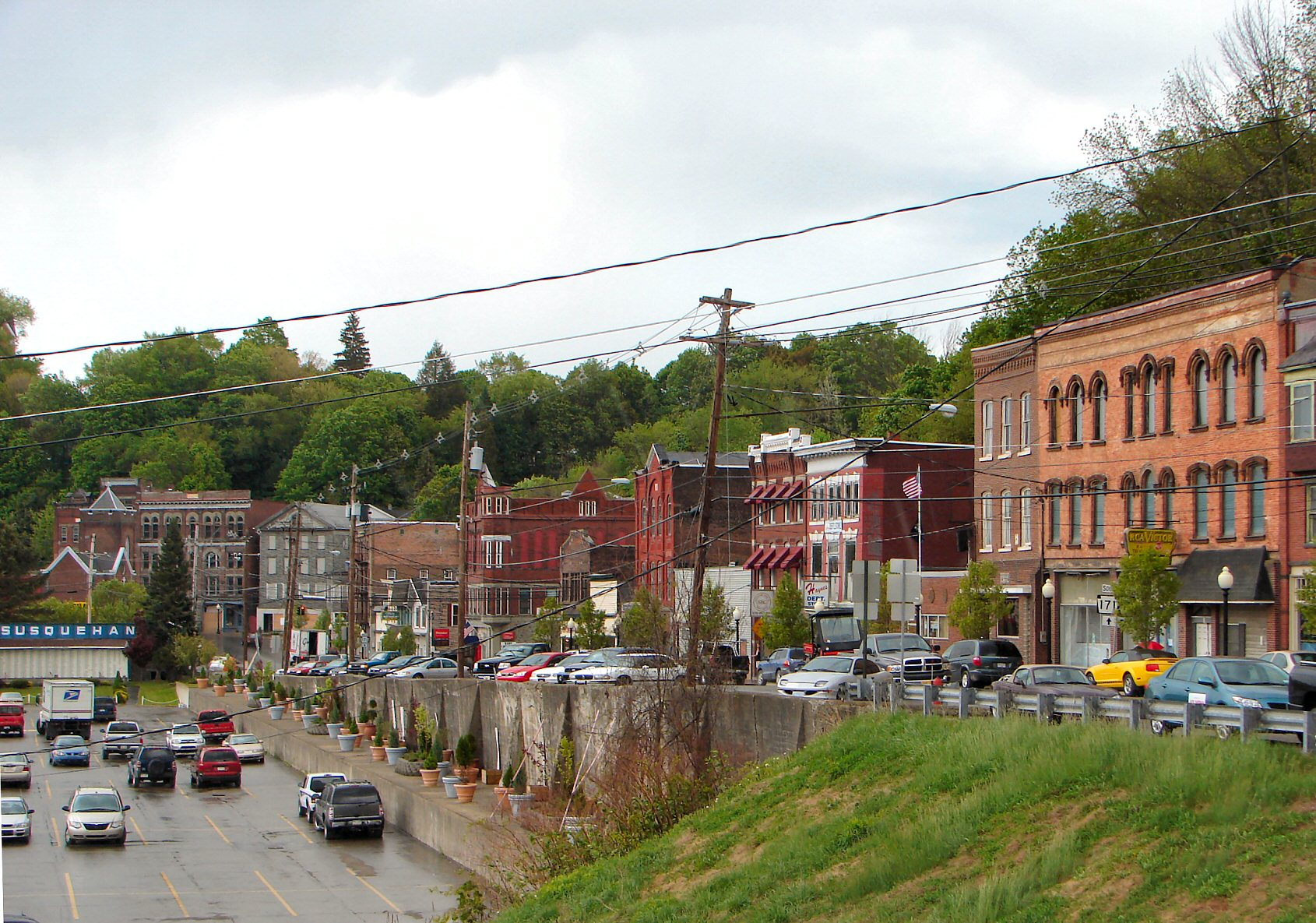
萨斯奎汉纳车站主街

根据美国劳工统计局的数据，2008年1月萨斯奎哈纳县的失业率为6.1%。此后，失业率一直在11.1%的高位和3.1%的低位之间波动。截至2018年1月，失业率为 5.7%。

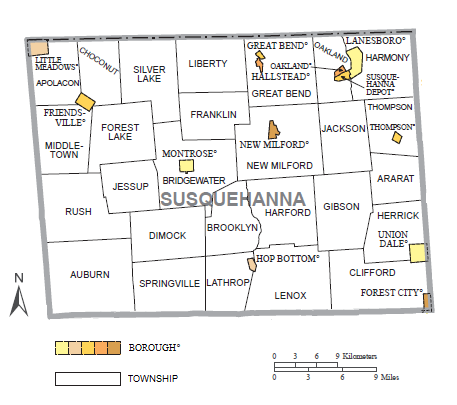
萨斯奎哈纳县地图，标有市镇